# Acanthodelta antemedialis
Acanthodelta antemedialis är en fjärilsart som beskrevs av Embrik Strand 1914. Acanthodelta antemedialis ingår i släktet Acanthodelta och familjen nattflyn. Inga underarter finns listade i Catalogue of Life.